# Leptotarsus jonesi
Leptotarsus jonesi är en tvåvingeart som först beskrevs av Alexander 1920.  Leptotarsus jonesi ingår i släktet Leptotarsus och familjen storharkrankar. Inga underarter finns listade i Catalogue of Life.